# Angaston
Angaston è una città dell'Australia Meridionale (Australia); essa si trova 80 chilometri a nord-est di Adelaide ed è la sede della Municipalità di Barossa. Al censimento del 2006 contava 1.865 abitanti.